# Василенко Борис Анатолійович
Борис Анатолійович Василенко (18 вересня 1940. Ростов-на-Дону — 2017, Івано-Франківськ) — радянський та український історик, археолог. Провідний спеціаліст з античної археології та грецької кераміки північного Причорномор'я.

## Біографія
Народився 18 вересня 1940 року в Ростові-на-Дону, Радянський союз. В шкільні роки археологією, на вибір професії вплинули зацікавлення родини. 1965 року закінчив історичний факультет Київського університету імені Тараса Шевченка.
Ще під час навчання з 1960 до 1962 року працював у відділі археології Ялтинського краєзнавчого музею. З 1965 року — старший науковий співробітник Бахчисарайського історико-археологічного музею. Паралельно вступив до аспірантури Одеського університету імені Іллі Мечникова. Науковим керівником роботи став доктор історичних наук, професор Каришковський Петро Йосипович. 1972 року в Інституті археології АН СРСР в Москві успішно захистив кандидатську дисертацію за темою дослідження «Керамічні клейма з античних поселень на узбережжі Дністровського лиману як джерело для вивчення торговельних зв'язків Північно-Західного Причорномор'я з грецьким світом. (V-III століття до нашої ери)».
Завдяки знанням грецької мови, дослідив невідомі керамічні таврування грецьких поселень та їх вплив на північно-західну частину чорноморського басейну.
З 1968 року розпочав працювати на кафедрі загальної історії Прикарпатського університету. З 1977 року — доцент кафедри загальної історії. Разом зі студентами в 1970-ті роки створив археологічний музей, який існує донині.
З 1985 до 1989 року — науковий співробітник Івано-Франківського краєзнавчого музею. З 1989 року — очільник Дністровської рятувальної археологічної експедиції Інституту археології НАН України. В 1980-ті та 1990-ті спільно з Богданом Томенчуком та Ігорем Кочкіним провів дослідження Калущини, де продовжили археологічну роботу, яку проводив Ярослав Пастернак. У період з 1987 до 1988 року Томенчук та Василенко виявили понад 1500 археологічних пам'яток.
У науковому доробку Бориса Анатолійовича — дослідження понад 230 пам'яток культур та відкриття 150 пам'яток трипільської культури. Підготував археологічну картотеку «Звід пам'яток історії та культури України». З 2000 року на пенсії.
Автор ряду статей, присвячених античній та первісній археології. Зокрема присвячені Буківна V, Вікторія I, XV, Марківці І. Помер 2017 року в Івано-Франківську.

## Особисте життя
Дружина Світлана Петрівна Василенко, у шлюбі було двоє дітей Олег та Олександр. Володів латинською, грецькою та англійською мовами.